# Parc national Dehing Patkai
Le Parc national Dehing Patkai est situé dans les districts de Dibrugarh et Tinsukia en Assam et couvre une superficie de 231 km2 de forêt tropicale. Il est déclaré réserve faunique le 13 juin 2004.
Le 13 décembre 2020, le gouvernement de l'Assam le transforme en parc national. Le 9 juin 2021, le Département des forêts de l'Assam l'a officiellement notifié en tant que parc national.

## Présentation
Il est situé dans le paysage de Dehing Patkai, une forêt pluviale de plaine dominée par les diptérocarpes. Sa forêt tropicale s'étend sur plus de 575 km2 dans les districts de Dibrugarh, Tinsukia et Charaideo. La forêt s'étend ensuite dans les districts de Tirap et de Changlang dans l'Arunachal Pradesh.
Le Parc national Dehing Patkai abrite la plus grande étendue de forêts tropicales de plaine en Inde. Le sanctuaire de faune de Dehing Patkai est déclaré réserve d'éléphants dans le cadre du Project Elephant,.
Dès les années 1980, Dehing-Patkai est identifié comme sanctuaire faunique potentiel, sous le nom de « Upper Dehing Wildlife Sanctuary », lors d'une enquête sur les primates.
Par la suite, lors d'une étude sur le canard branchu à ailes blanches au début des années 1990, la zone devient un site d'importance mondiale pour cette espèce, à la suite de quoi il a été recommandé de transformer cette aire naturelle en « Parc national de l'Upper Dehing ».

## Climat
Le climat de la région est principalement tropical avec une pluviométrie annuelle de plus de 4 000 mm.
Les précipitations mensuelles y sont d'au moins 60 mm[réf. nécessaire].

## Faune

### Faune

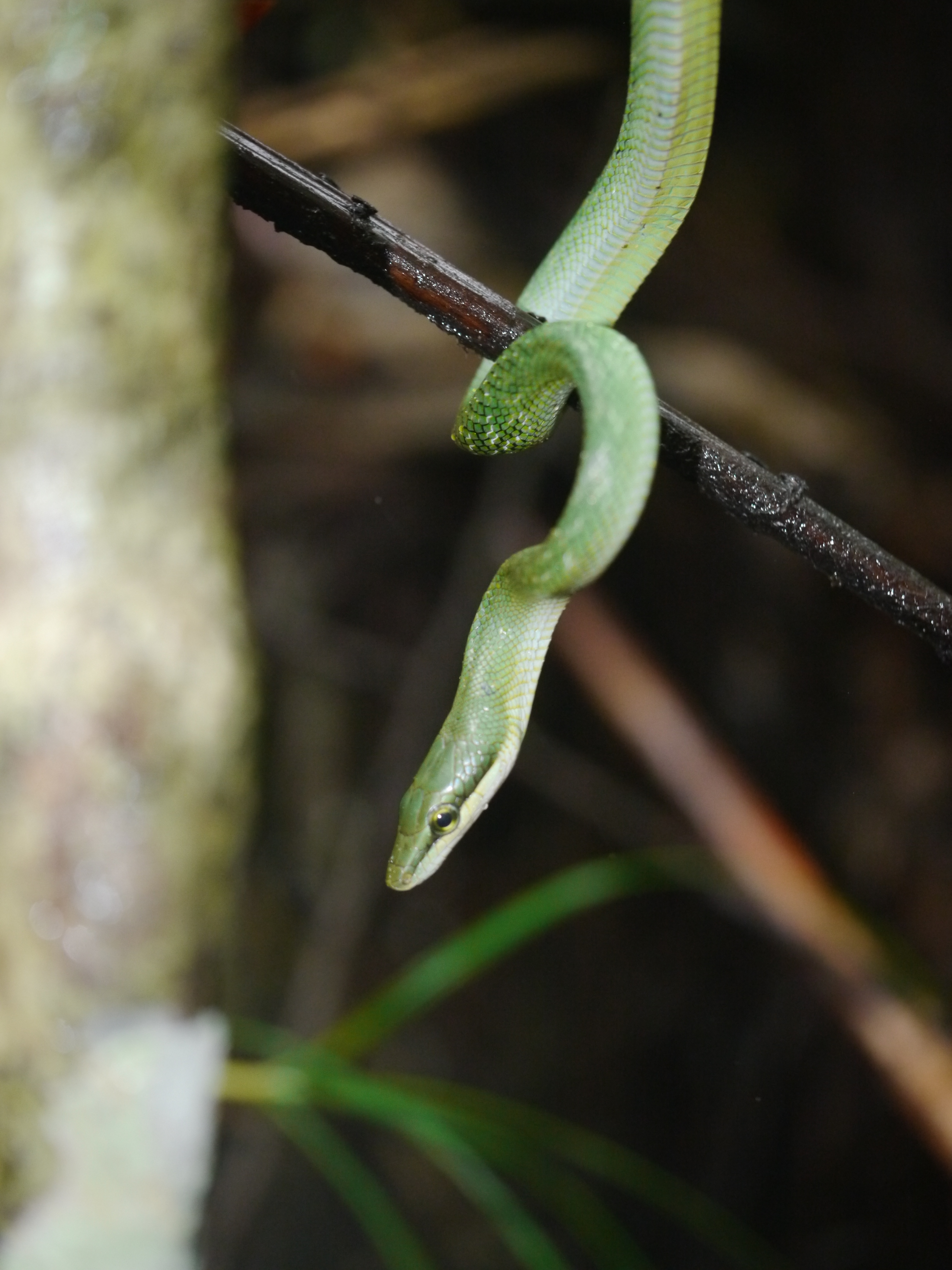
Jeune serpent bibelot vert dans le parc national.

Étant une forêt tropicale, ce parc national est très riche en biodiversité. C'est un habitat idéal pour les primates non humains.
Les espèces principales sont le loris lent, le macaque assamais, le macaque à face rouge, le macaque à queue de cochon, le rhésus, le langur coiffé et le gibbon houlock.
Jusqu'à présent, près de 50 espèces de mammifères, 47 espèces de reptiles et 310 espèces de papillons ont été recensées. D'autres mammifères remarquables trouvés dans ce parc national incluent : le pangolin chinois, le dhole ou chien sauvage asiatique, l'ours noir de l'Himalaya, l'ours malais, la mangouste mangeuse de crabes, la civette palmiste à petites dents, le binturong, le chaus, le chat-léopard, le chat doré asiatique, chat marbré, le tigre du Bengale, le léopard, la panthère nébuleuse, l'éléphant d'Asie, le gayal, le serow rouge, le sambar, le cerf aboyeur, l'écureuil volant géant rouge, porc-épic de l'Himalaya sans crête et le porc-épic asiatique à queue de brousse.

#### Avifaune

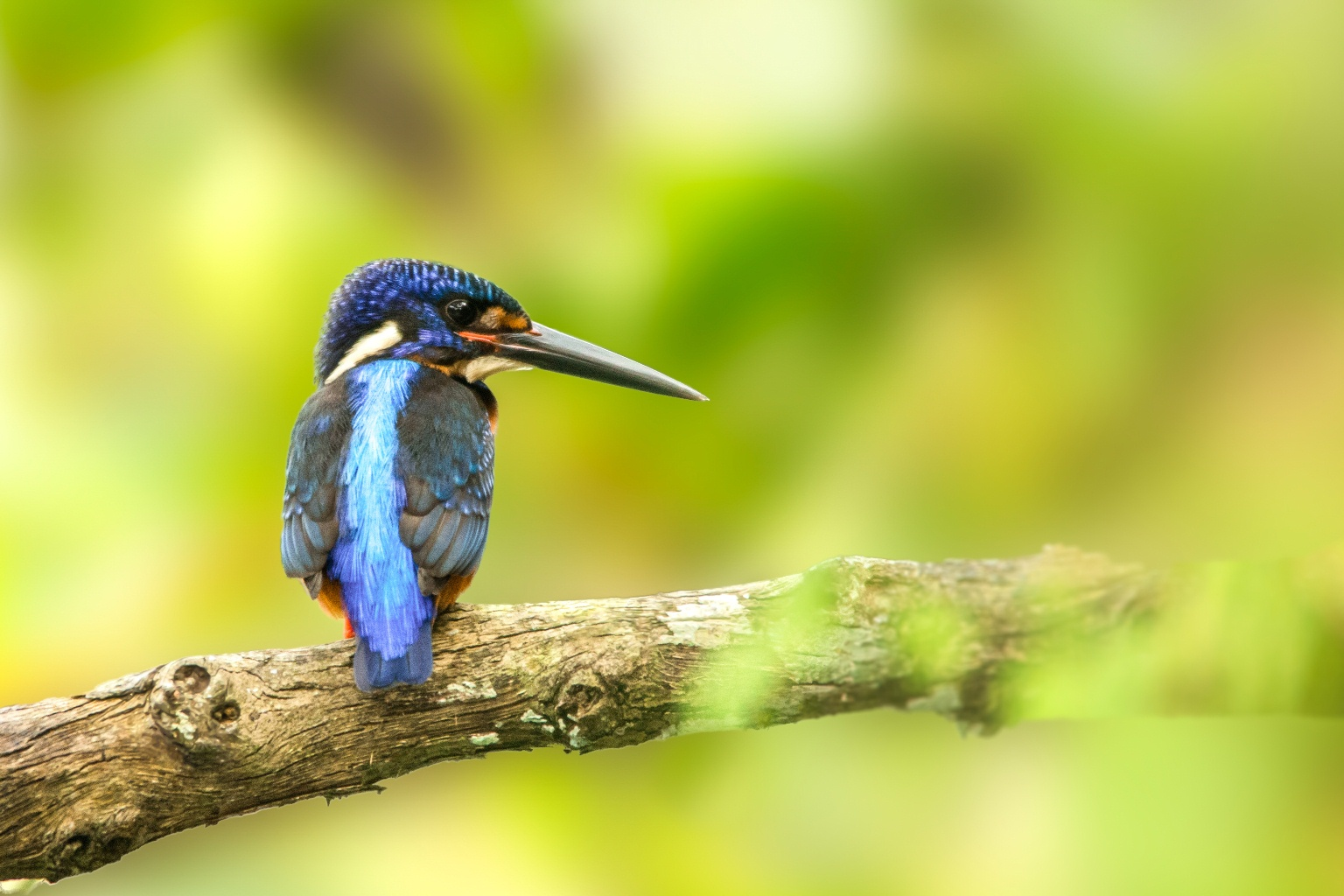
Un martin-pêcheur à oreilles bleues photographié dans la réserve.

La forêt tropicale de Dihing Patkai abrite environ 293 espèces d'oiseaux, de 174 genres et 51 familles. La majorité est résidente (63,7 %), certains sont des hivernants (23,1 %) et très peu sont des estivants (2,5 %). Environ 10,7 % sont des migrants d'altitude, venant principalement des régions les plus élevées de l'ouest, du centre et de l'est de l'Himalaya.
L'avifaune comprend : la Torquéole à joues blanches, le Faisan leucomèle, l'Eperonnier chinquis, l'Anhinga roux, le marabout chevelu, le canard à ailes blanches, le fauconnet pie, le vautour à bec élancé, le vautour à dos blanc, l'aigle criard, le besra, le baza huppard, le balbuzard pêcheur, le pigeon marron, le carpophage pauline, le carpophage à manteau brun, le Phodile calong, le Kétoupa roux, le calao bicorne, le calao d'Austen, le calao festonné, la paruline à ventre jaune, le gracula et la grive dama,. Cependant le parc n'est connu que pour 2 ou 3 de ces espèces (le Canard à ailes blanches et les calaos notamment).

### Flore
Cette forêt tropicale «à quatre strates» regorge de nombreuses espèces exotiques d'orchidées et de broméliacées. Il y a une abondance de fougères, d'épiphytes, de bananiers sauvages, d'arums, de plantes grimpantes et de lianes dans cet habitat de forêt humide.
Certaines des espèces d'arbres importantes trouvées dans cette zone forestière sont : Hollong, Mekai, Dhuna, Uriyam, Nahar, Chamkothal, Bher, Hollock, Nahor, Ou-tenga («pommier éléphant»), différentes espèces de Ficus spp. etc. L'imposant arbre Hollong, qui est également le symbole de l'État de l'Assam, domine la canopée.
Le type de forêt selon la classification de Champion et Seth est la forêt tropicale sempervirente de la haute vallée de l'Assam.
Les espèces importantes de surbois sont les Dipterocarpus macrocarpus, Mesua ferrea, Castanopsis indica, Shorea assamica, Vatica lanceaefolia, Amoora wallichii, Dysoxylum binectiferum etc.
Les autres espèces présentes en sous-bois sont Garcinia lanceifolia, Michelia muni, Baccaurea sapida, Bischofia javanica, Myristica limifolia etc. La couche d'arbustes et d'herbes contient Glochidion spp., Alpinia spp., Mallotus philippinensis, la banane sauvage, la fougère arborescente, le poivrier, etc. La couverture du sol a principalement des Melastoma, des  Leeaceae et quelques autres.

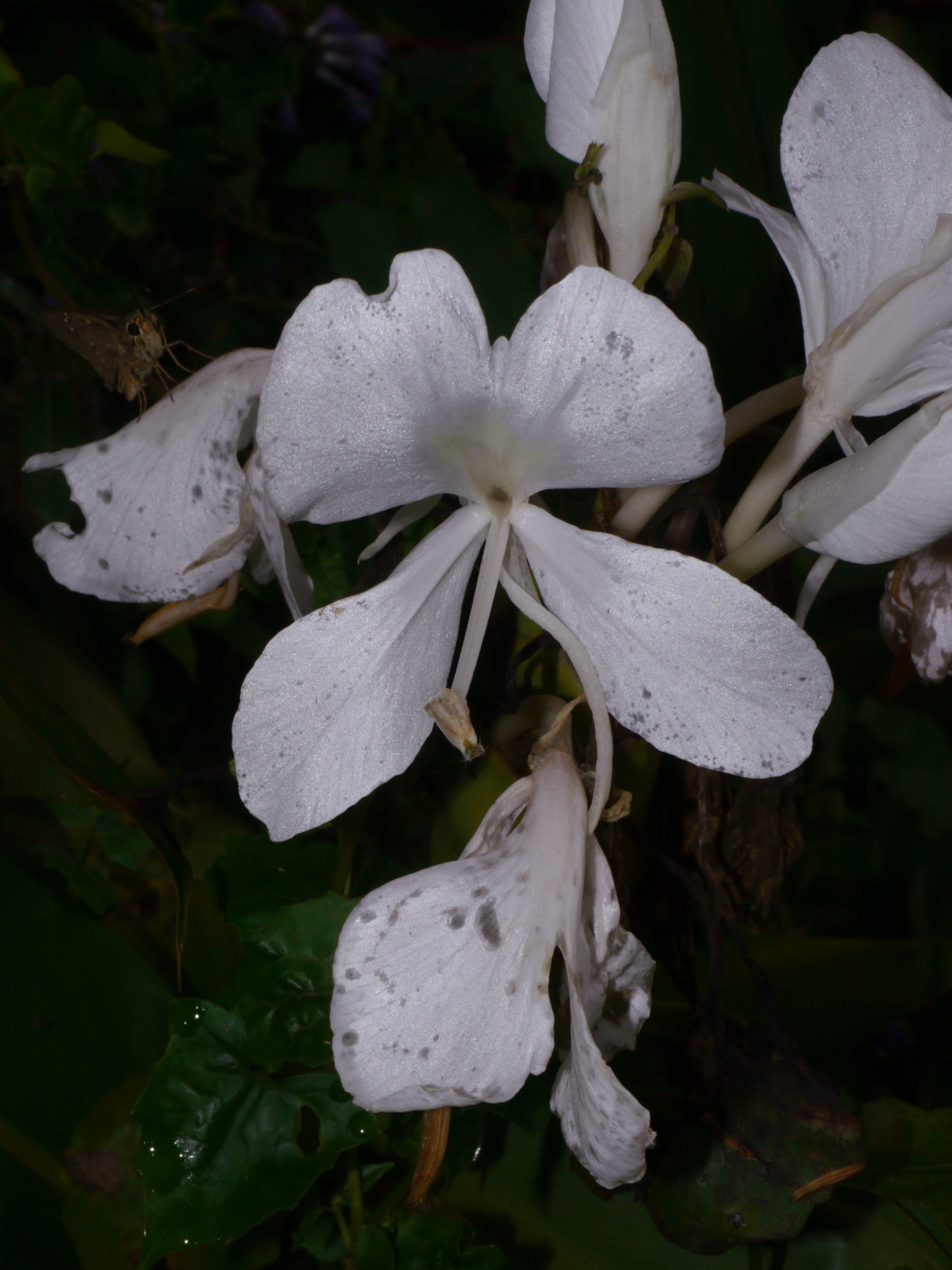
Hedychium coronarium ;
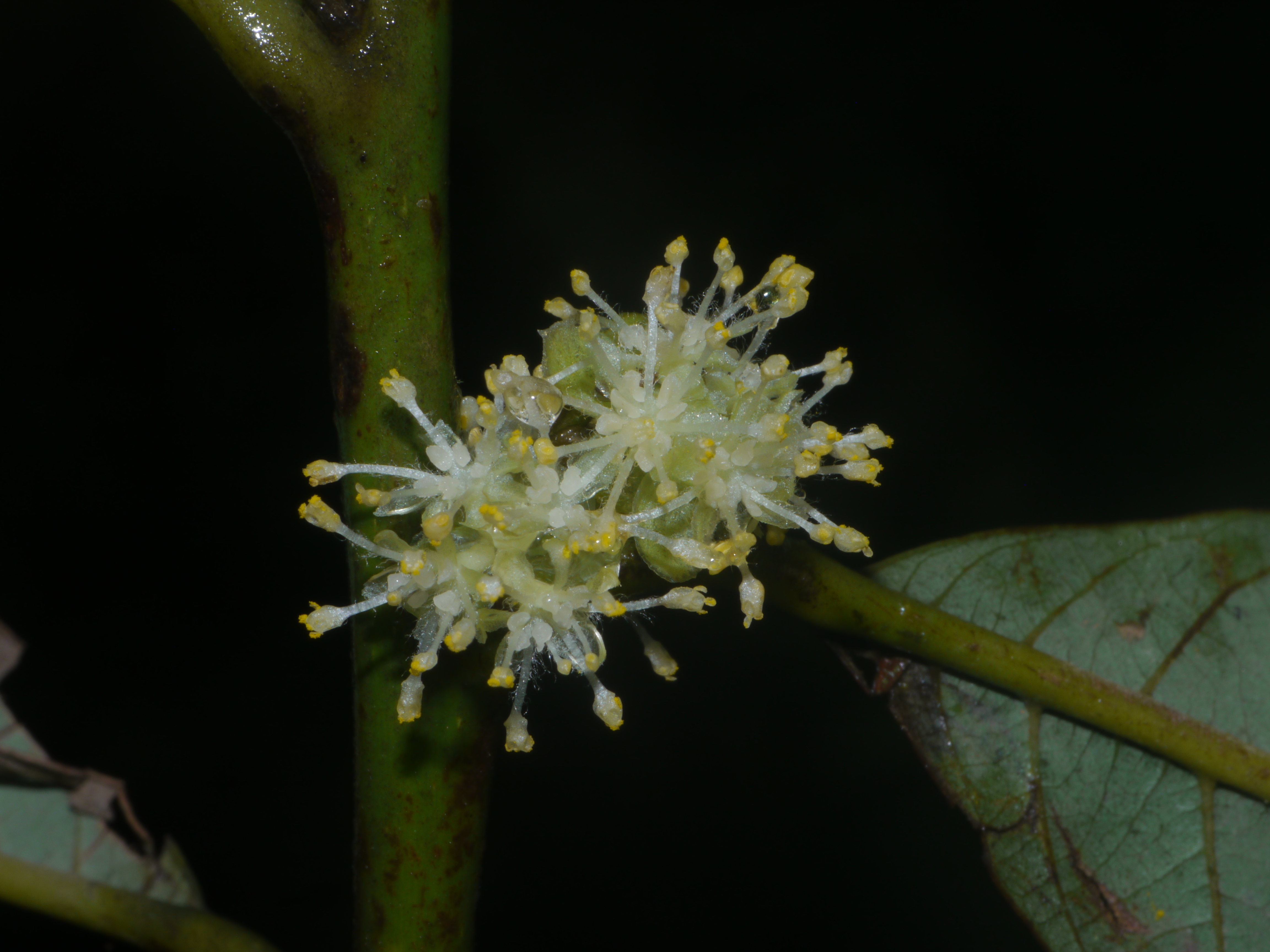
Litsea en fleur ;
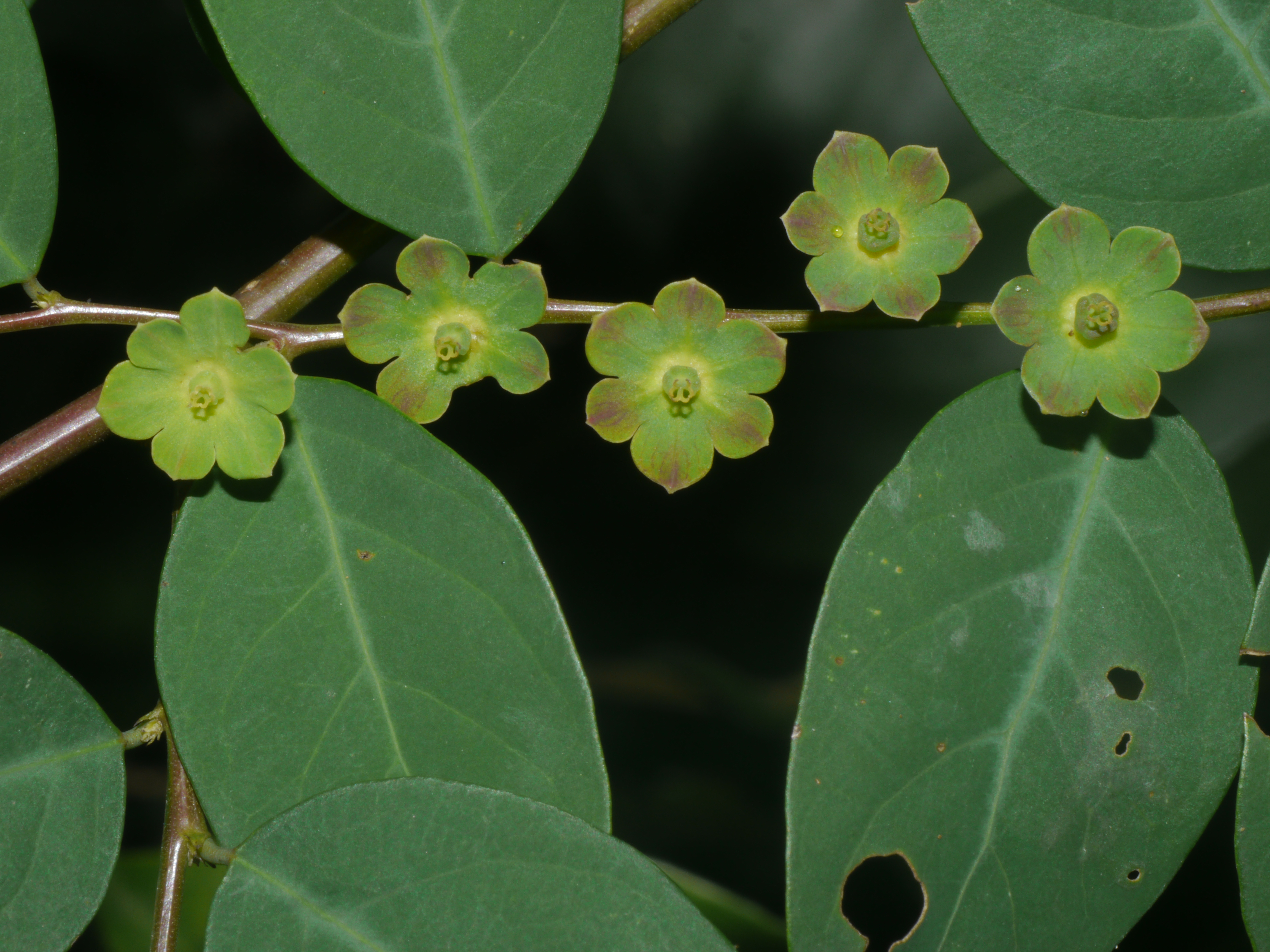
Breynia ;
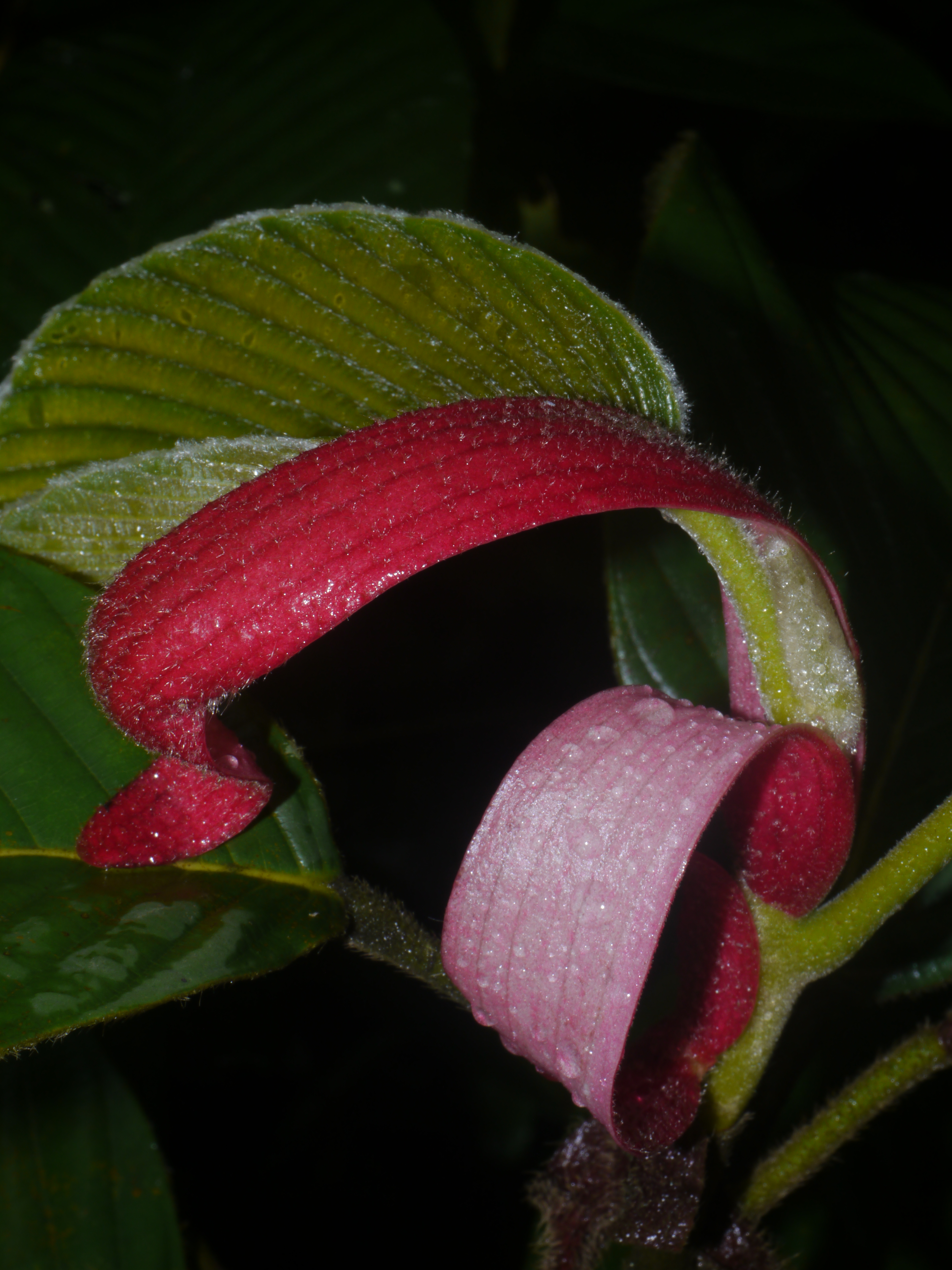
Dipterocarpus macrocarpus (jeune feuille) ;
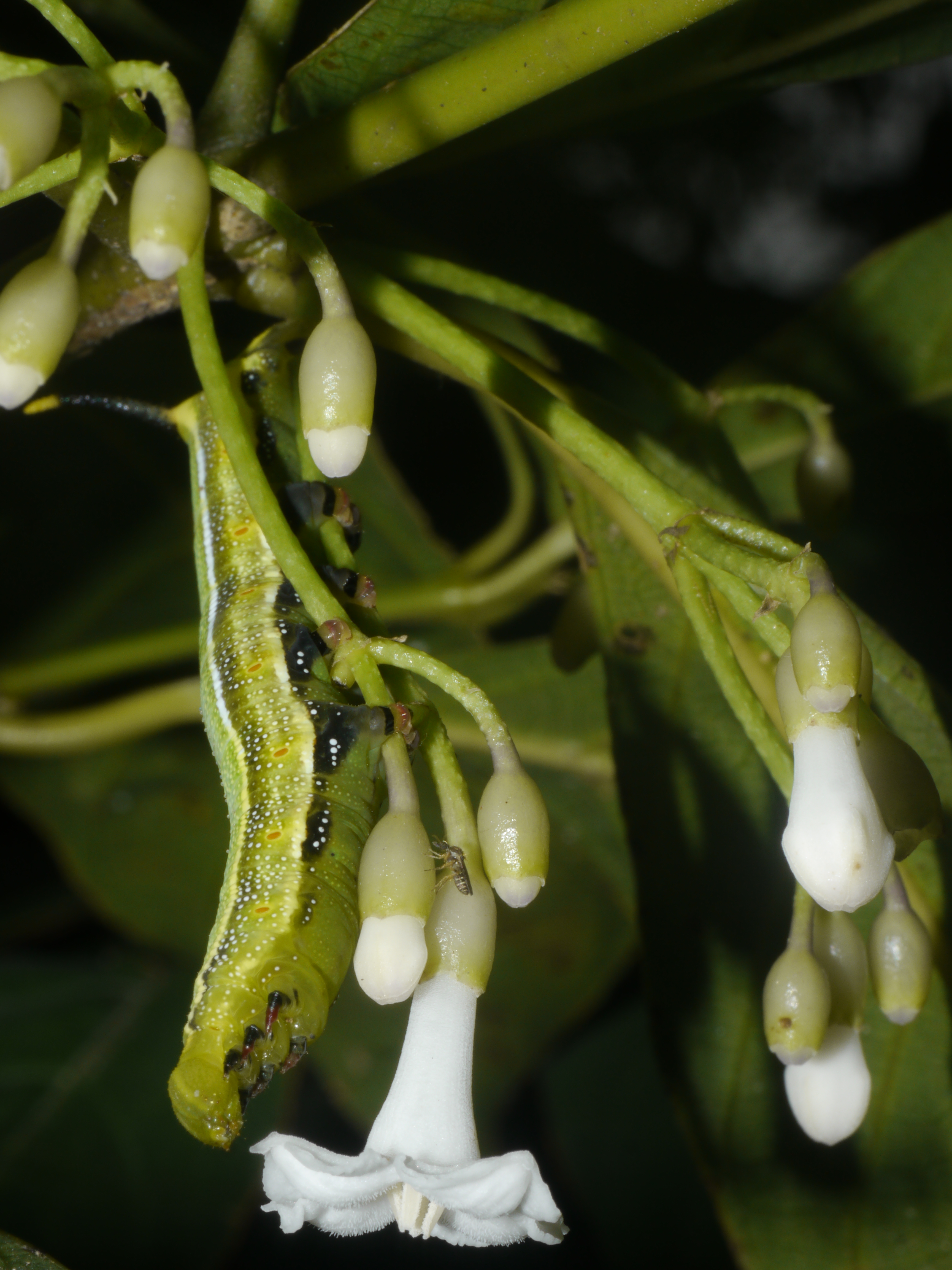
Saprosma ternatum et chenille ;
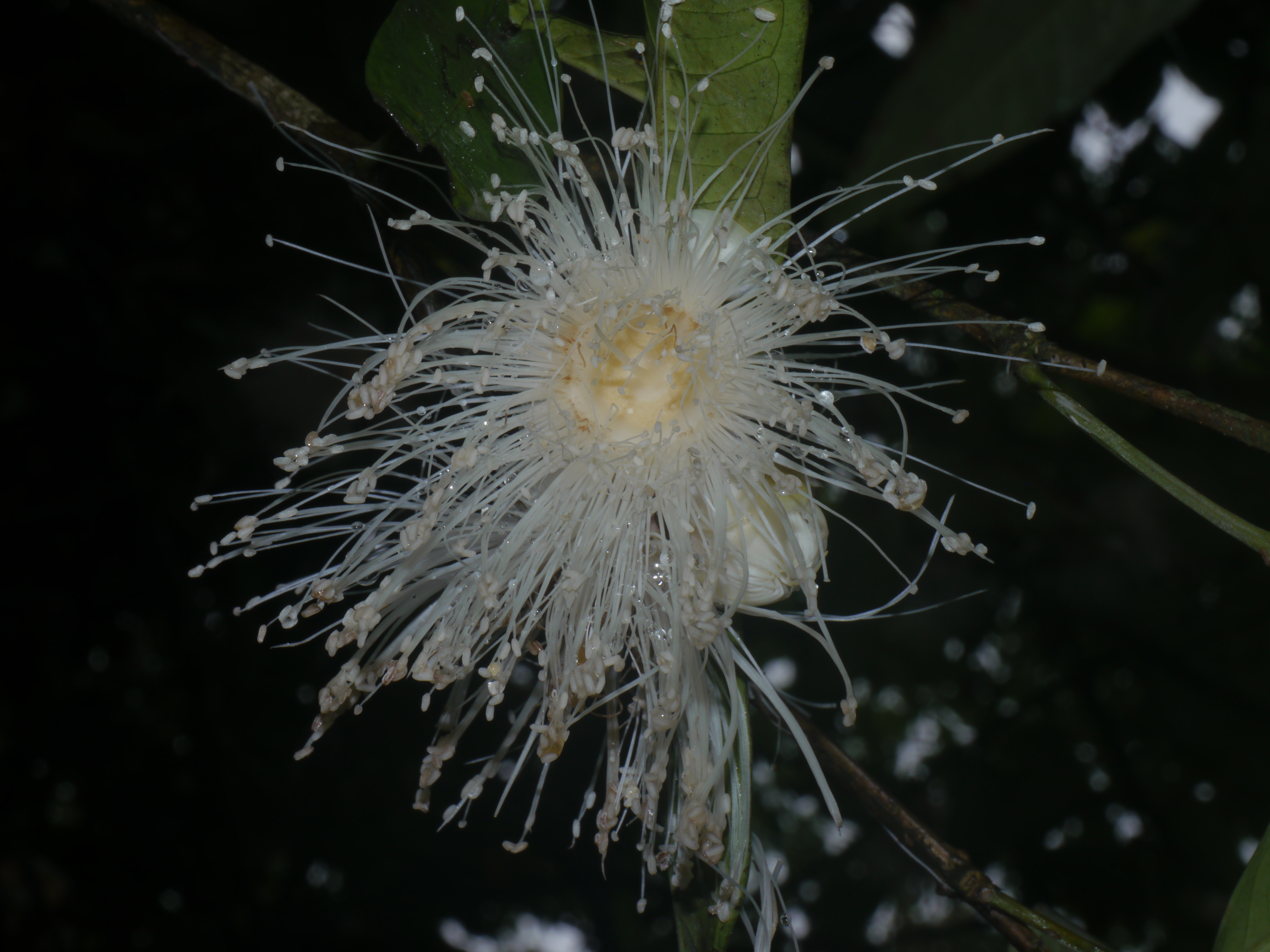
fleur de Syzygium ;
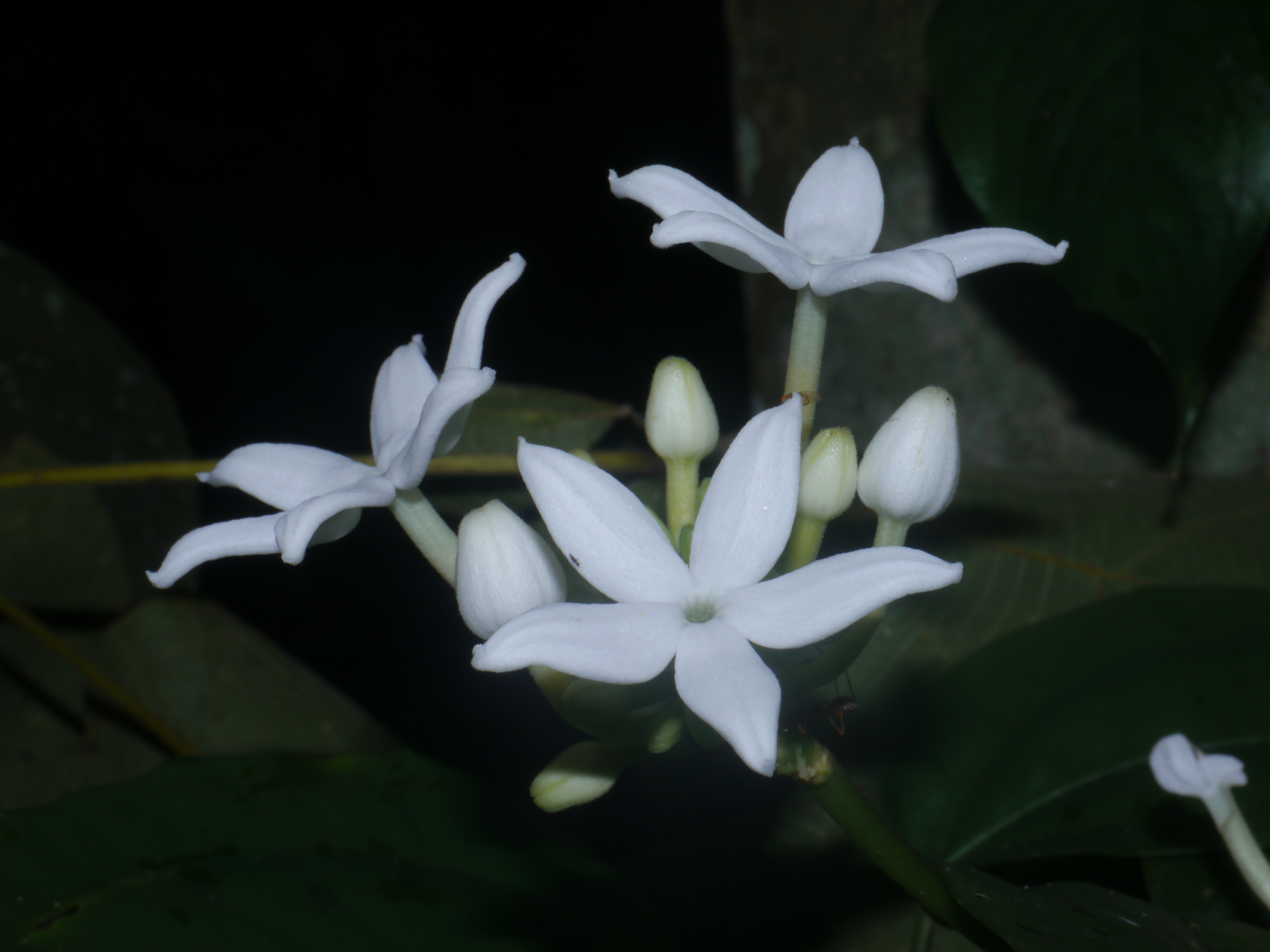
Morinda ;
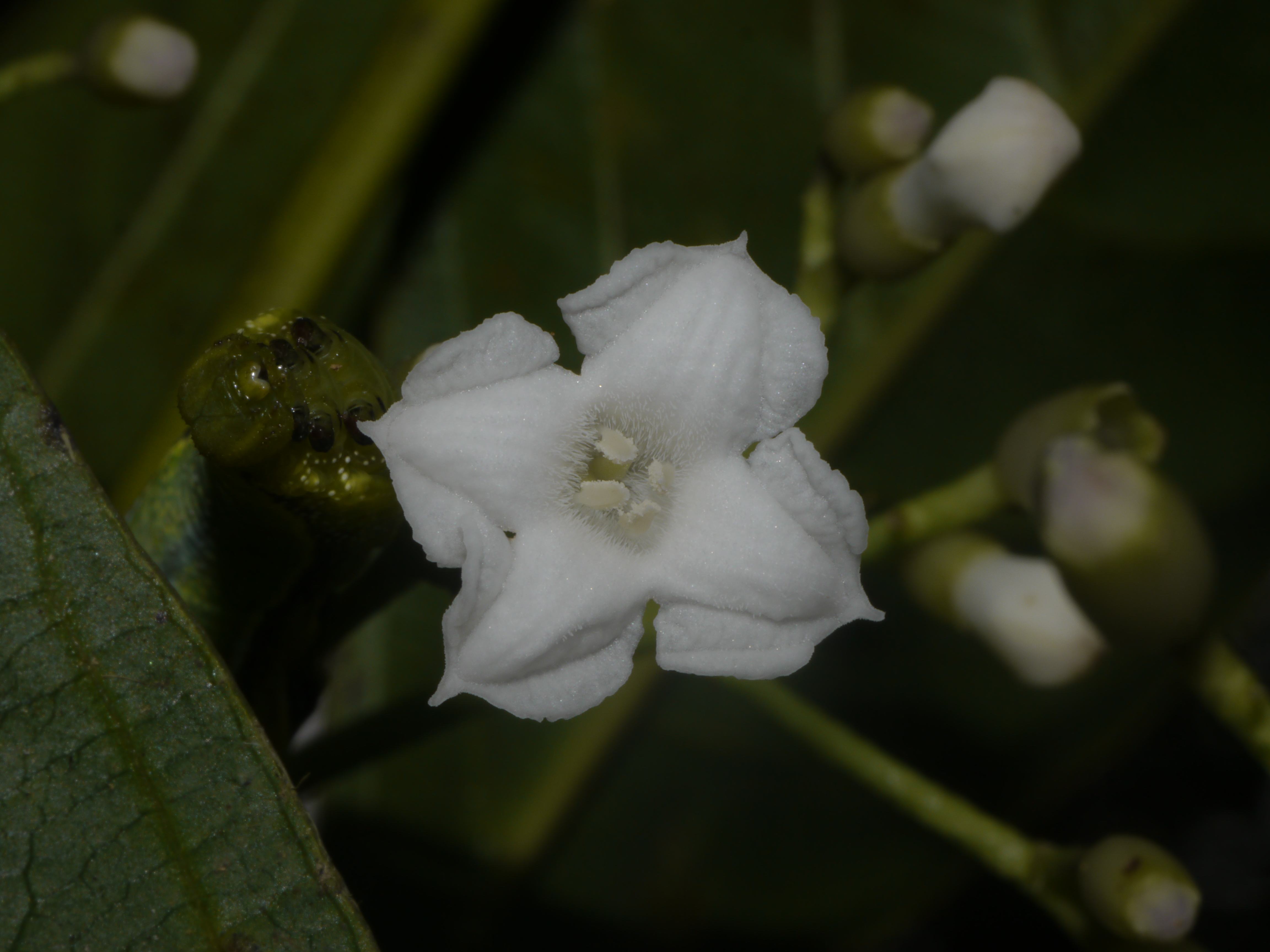
fleur de Saprosma ternatum ;
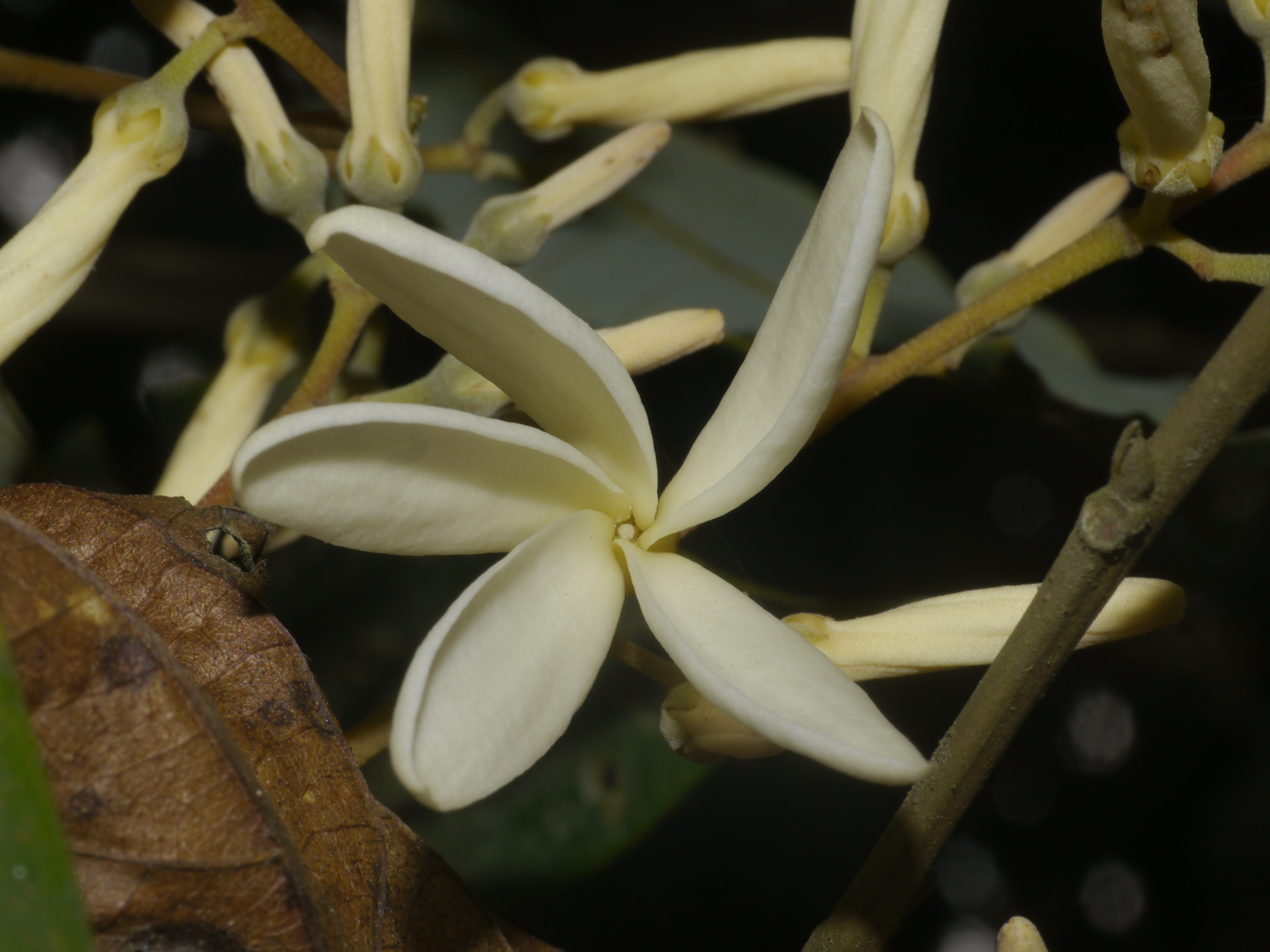
Vatica lanceaefolia ;
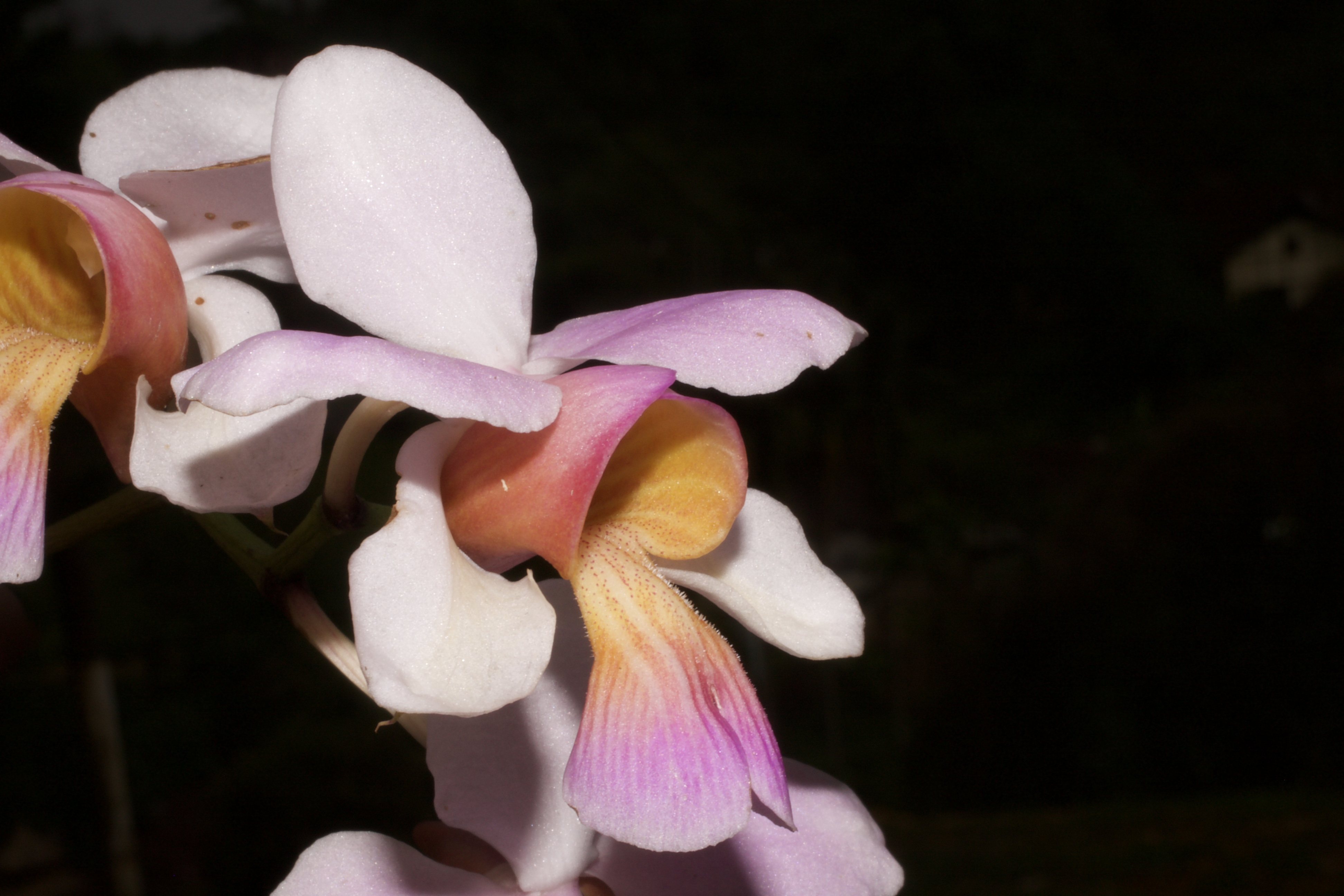
Papilionanthe teres ;
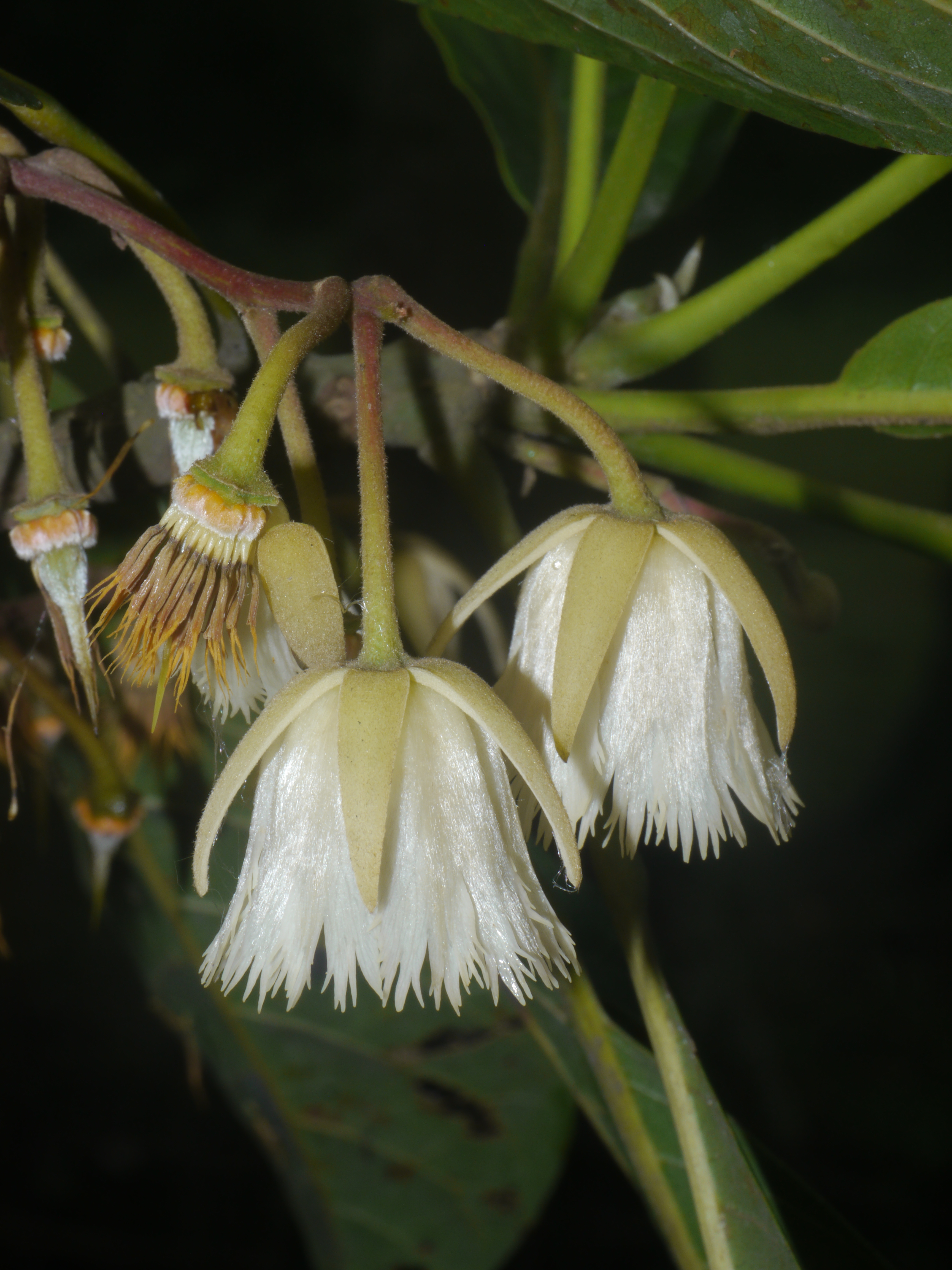
Elaeocarpus, fleur ;
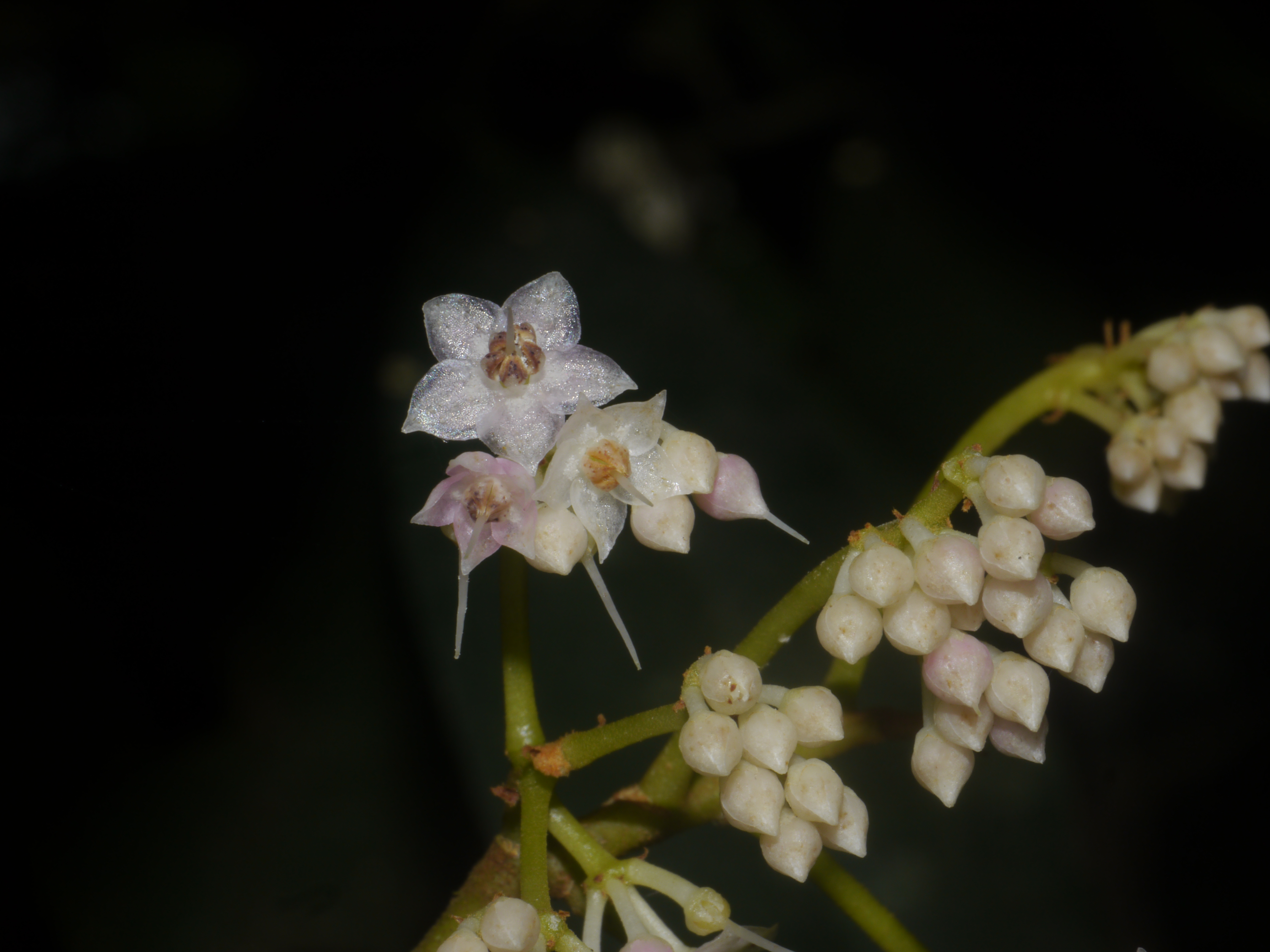
Ardisia ;
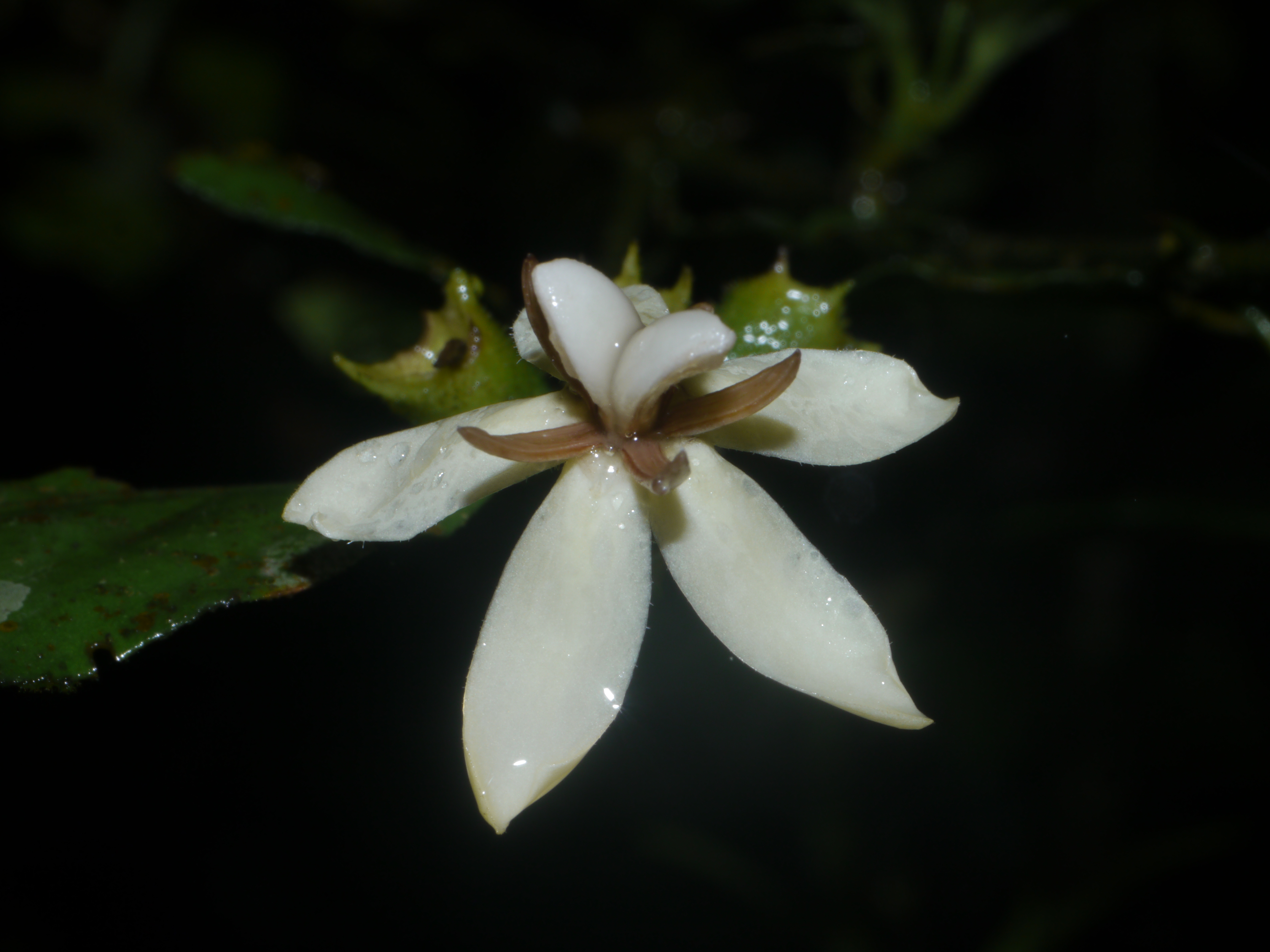
une Rubiaceae de type Randia ;
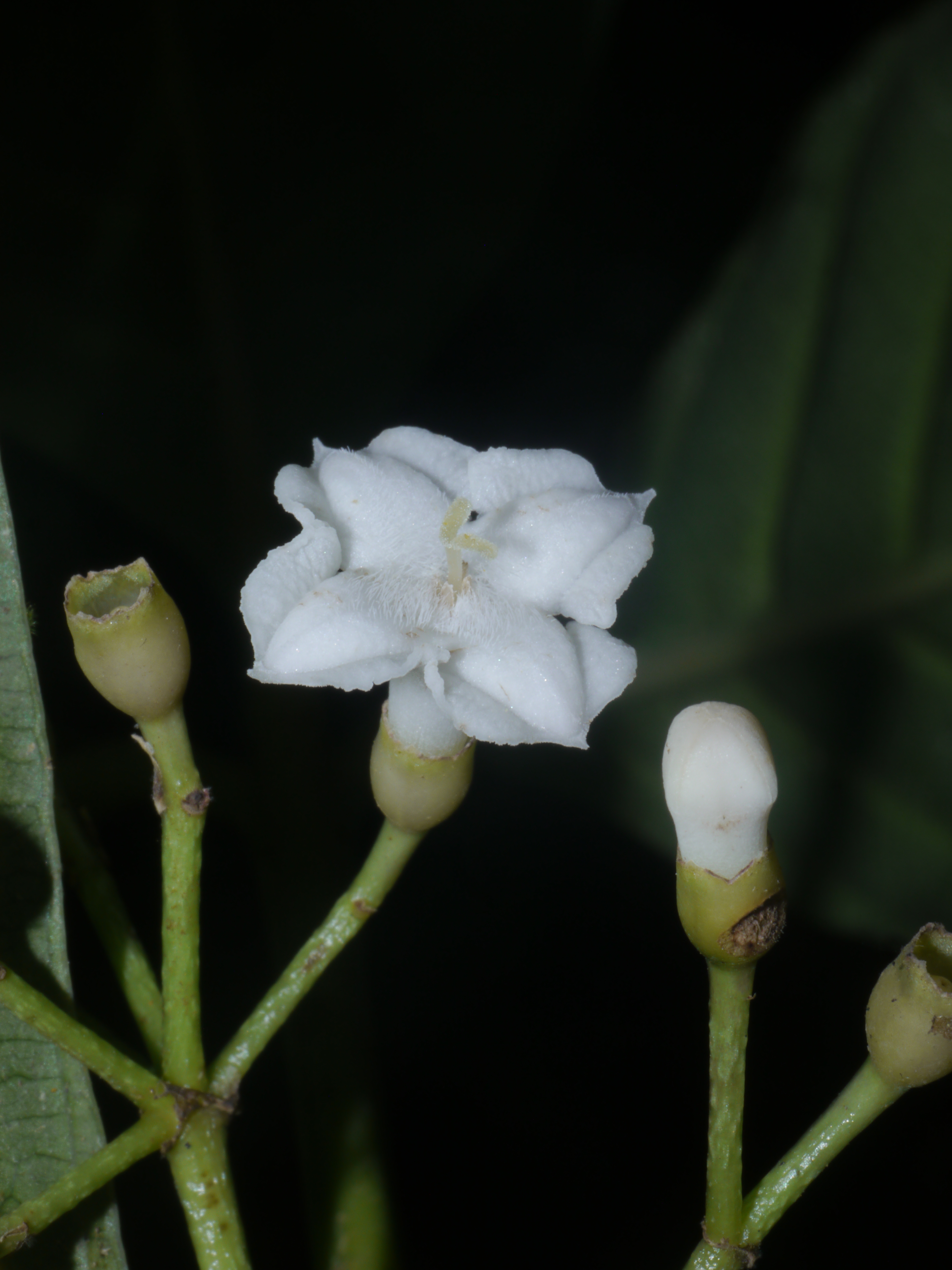
Saprosma ternatum ;
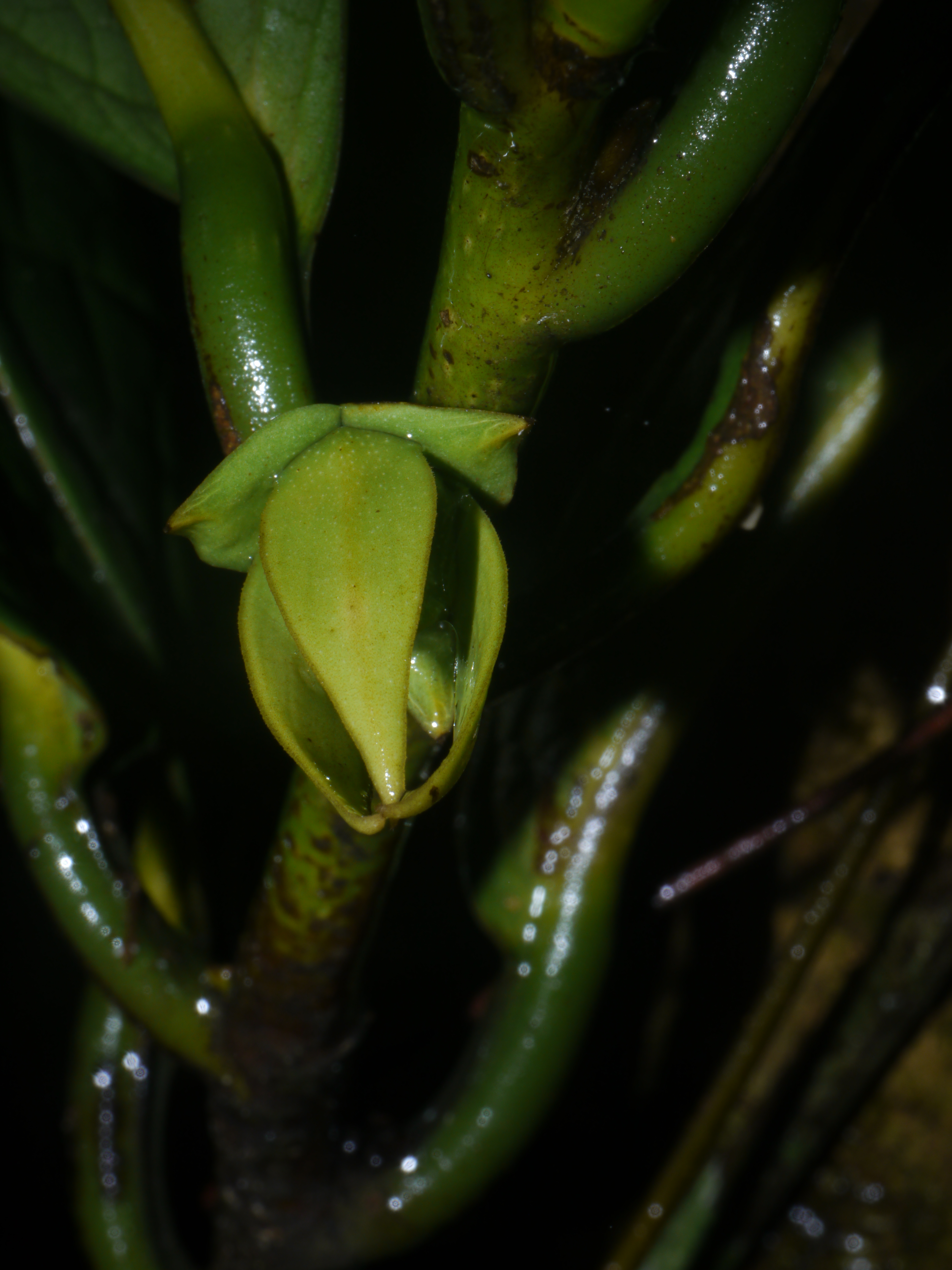
Goniothalamus.

## Groupes ethniques

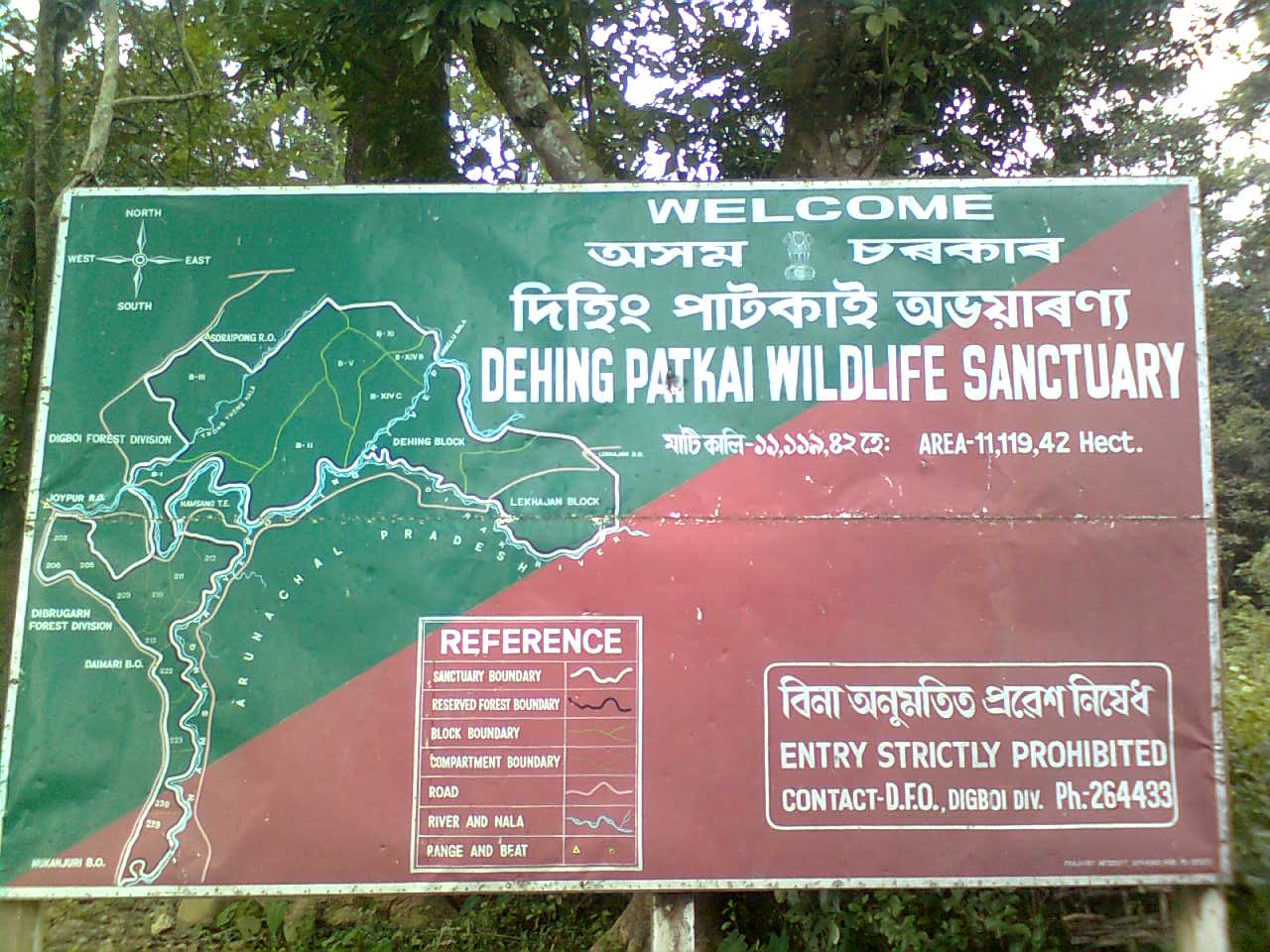
Plan du site

La région possède un riche patrimoine culturel. Il y a plus d'une douzaine de groupes ethniques différents vivant dans la zone, y compris les communautés indigènes assamaises, en particulier les Tai Phake, Khamyang, Khampti, Singpho, Nocte, Chutia, Ahom, Kaibarta, Moran, Birmans et Népalais . Les tribus du thé ont été amenées par les Britanniques pour travailler dans les plantations de thé[réf. nécessaire].